# Rodolfo Lehmann
Rodolfo B. Lehmann (Esperanza, Santa Fe, Argentina, 6 de enero de 1877 - Estancia El Timbó, Esperanza, Santa Fe, Argentina, 1 de septiembre de 1936) fue un médico de la ciudad de Esperanza y político argentino, gobernador de la provincia de Santa Fe, hijo del empresario colonizador Guillermo Lehmann.

## Biografía
En 1910 fundó el periódico El Colono, en Esperanza. 
En 1916 lideró en Santa Fe la fracción conocida como Unión Cívica Radical Disidente, que acordó con el Partido Demócrata Progresista el apoyo de sus electores para ser elegido gobernador de la provincia, a cambio del apoyo de los electores de la UCR Disidente a la candidatura como presidente de la Nación de Lisandro de la Torre, en las elecciones de ese año.
Durante su gobernación se produjeron sendos conflictos en el norte provincial entre los trabajadores y colonos con la empresa británica La Forestal movilizandose a soldados del Regimiento de Infantería N.º 12 con asiento en Rosario, produciéndose un muerto en la represión.
Fue el instigador de la muerte del periodista alemán Pedro Stein, asesinado por un sicario en Esperanza. 